# Mausoléu de Lenin
O Mausoléu de Lenin ou Mausoléu de Lenine (em russo: Мавзолей Ленина, transl. Mavzolei Lenina), é um ambiente localizado na Praça Vermelha, em Moscou, onde está guardado e exposto o corpo do líder fundador da União das Repúblicas Socialistas Soviéticas, Vladimir Lenin. A construção consiste em um salão coberto por cinco blocos em formato piramidal e cercado por um balcão, acessado por duas escadas ao lado de um portão, e que por sua vez dá acesso a uma tribuna. O mausoléu é composto das cores vermelha e preta, representando o sangue e o luto, respectivamente. Assim como o Túmulo do Soldado Desconhecido, o local é constantemente vigiado pelo batalhão presidencial, porém aberto para visitações.

## O mausoléu
Após a morte de Lenin, o governo soviético recebeu muitos telegramas com o pedido de embalsamar o corpo do primeiro líder soviético. Esse pedido foi atendido, e logo em 23 de janeiro de 1924, dois dias após a morte de Lenin, o professor e patologista Alexei Abrikosov fez este trabalho. Neste mesmo dia, o arquiteto Alexei Schusev garantiu que, dentro de três dias, um projeto do mausoléu estaria pronto, e no dia 26 de janeiro foi decidido que o mausoléu ficaria na muralha do Kremlin de Moscou. Contudo, em agosto do mesmo ano, Schusev criou uma versão mais ampla do mausoléu, e o arquiteto Konstantin Melnikov idealizou o sarcófago sobre o qual o corpo de Lenin ficaria exposto.
Em 1929, cinco anos após a morte do líder, foi decidido que o corpo de Lenin deveria ser conservado por mais tempo, e o então mausoléu de madeira deveria ser substituído por um mais estruturado, feito de mármore, labradorite pórfiro, e granito, além de outros materiais, que seria terminado em outubro de 1930.
O sarcófago de Lenin é mantido em temperatura de 16 ºC em umidade de 80%-90%. O corpo de Lenin foi conservado principalmente com álcool, quinina, acetato de potássio, glicerol, água destilada e fenol. Durante a Grande Guerra Patriótica, o corpo de Lenin foi movido para Tiumen, na Sibéria, por conta da invasão nazista a Moscou e a possível destruição ou roubo do corpo. Em 1953, o corpo embalsamado de Josef Stalin ficaria exposto ao lado do de Lenin, durante dois anos. Após o XX congresso do Partido Comunista da União Soviética, Stalin seria enterrado nas paredes do Kremlin.

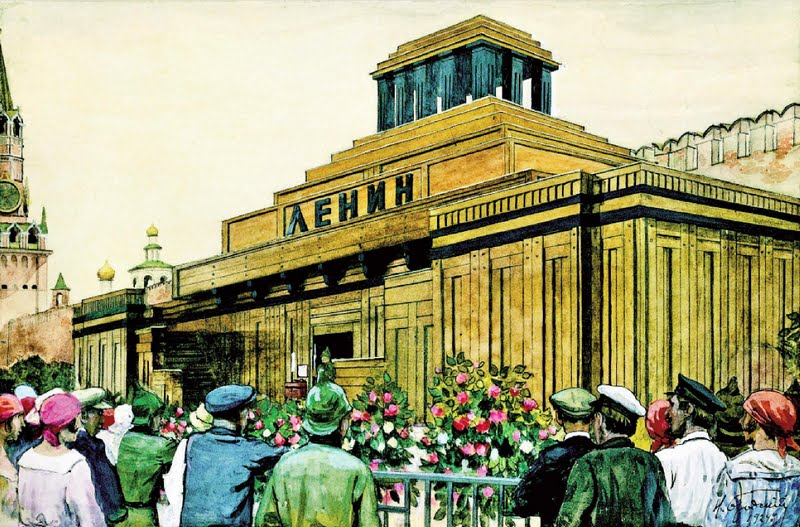
O mausoléu em 1924, por Isaak Brodski.
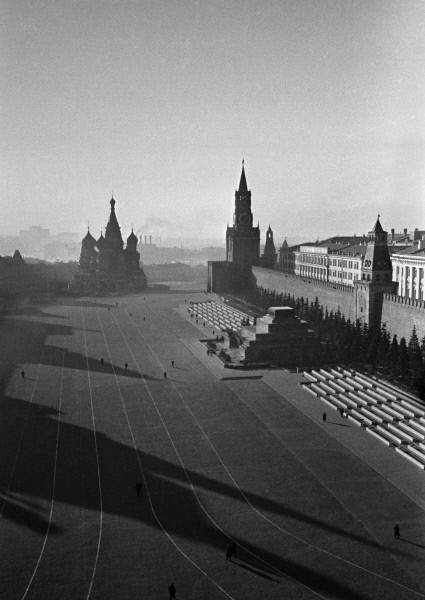
A Praça Vermelha e o mausoléu durante a Segunda Guerra Mundial.
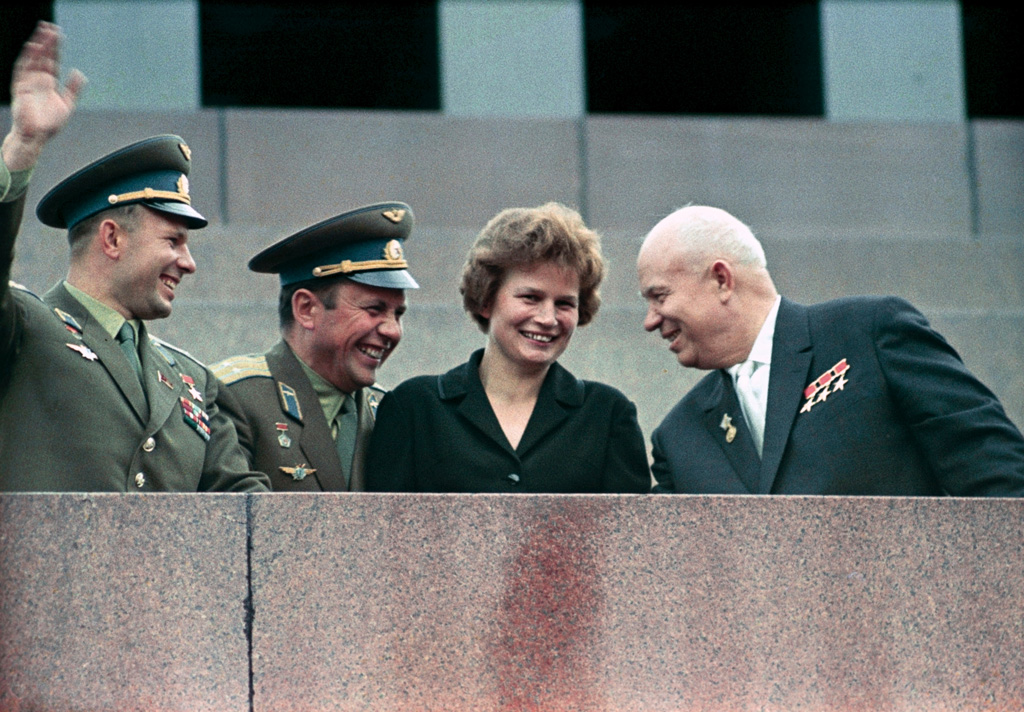
Os cosmonautas Iuri Gagárin, Pavel Popovich, Valentina Tereshkova e o presidente soviético Nikita Khruschov na tribuna.
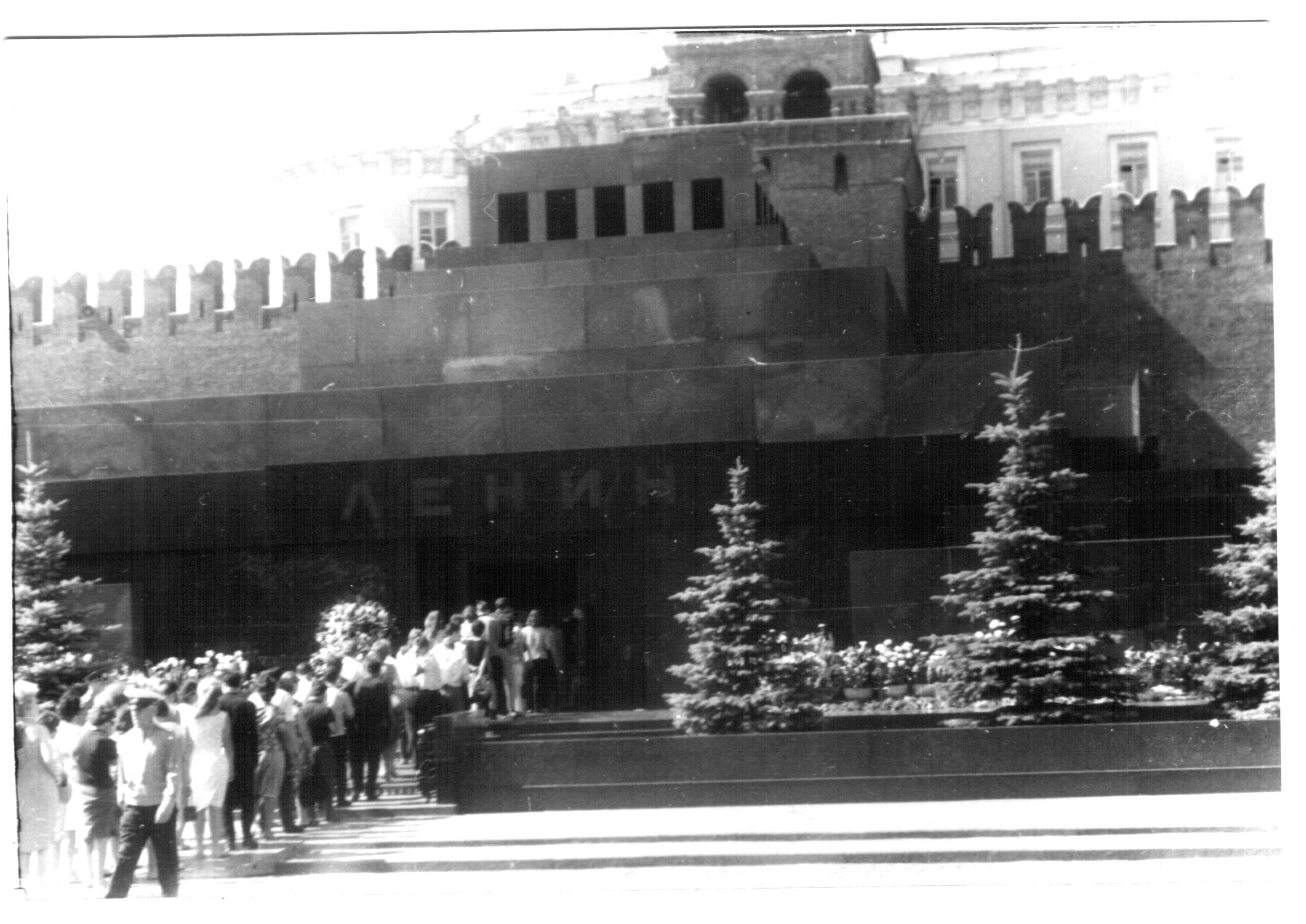
Soviéticos fazem fila para visitar o mausoléu.
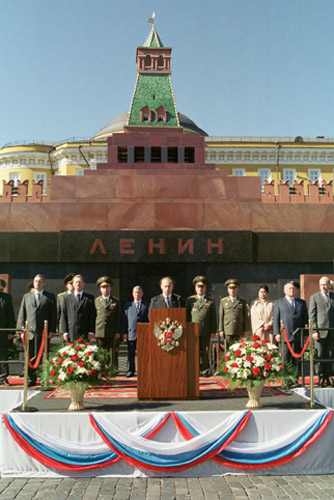
O presidente russo Vladimir Putin discursa em frente ao mausoléu.

### Depois da URSS
Bóris Iéltsin, presidente russo entre 1991 e 1999, com o apoio da Igreja Ortodoxa Russa, quis fechar o mausoléu e enterrar Lenin, mas o processo foi mal sucedido e não cumpriu com suas metas, uma vez que a oposição impediu o processo. O mausoléu de Lenin inspirou diversos outros países, como a China, que construiria o mausoléu de Mao Tsé-Tung, a Coreia do Norte, com o mausoléu de Kim Il-sung e o Vietnã, com o mausoléu de Ho Chi Minh.